# Williams Driver Academy
La Williams Driver Academy è un'iniziativa della scuderia di Formula Uno Williams per gestire ed aiutare giovani talenti in diverse serie automobilistiche, con la speranza di creare piloti che in futuro corrano per la scuderia. 
Ex-allievi degni di nota del programma sono Lance Stroll, Nicholas Latifi, Jack Aitken, Logan Sargeant e Franco Colapinto che hanno fatto il loro debutto in F1 proprio con la Williams. 
Dal 2022 Sven Smeets, ex co-pilota del Campionato del mondo rally diventa il supervisore dell'Accademy.

## Piloti attuali
| Pilota             | Anni  | Serie attuale            | Titoli come membro dell'Accademia |
| ------------------ | ----- | ------------------------ | --------------------------------- |
| Luke Browning      | 2023- | Campionato FIA Formula 2 | Gran Premio di Macao (2023)       |
| Oleksandr Bondarev | 2023- | FIA Formula 4            | Nessuno come membro del Academy   |
| Lia Block          | 2024- | F1 Academy               | Nessuno come membro del Academy   |
| Alessandro Giusti  | 2024- | Campionato FIA Formula 3 | Nessuno come membro del Academy   |
| Sara Matsui        | 2024- | Kart                     | Nessuno come membro del Academy   |
| Dean Hoogendoorn   | 2024- | Kart                     | Nessuno come membro del Academy   |
| Lucas Palacio      | 2024- | Kart                     | Nessuno come membro del Academy   |
| Will Green         | 2025- | Kart                     | Nessuno come membro del Academy   |
| Victor Martins     | 2025- | Campionato FIA Formula 2 | Nessuno come membro del Academy   |

## Ex piloti
| Pilota           | Anni      | Competizioni                                                              | Squadre di F1                                                      |
| ---------------- | --------- | ------------------------------------------------------------------------- | ------------------------------------------------------------------ |
| Lance Stroll     | 2016      | Campionato Europeo FIA Formula 3 (2016)                                   | Williams (2017-2018) Racing Point (2019-2020) Aston Martin (2021-) |
| Oliver Rowland   | 2018      | Blancpain GT Series Endurance Cup (2018)                                  | n/a                                                                |
| Nicholas Latifi  | 2019      | Campionato FIA Formula 2 (2019)                                           | Williams (2020-2022)                                               |
| Dan Ticktum      | 2020–2021 | Campionato FIA Formula 2 (2020-2021)                                      | n/a                                                                |
| Jack Aitken      | 2020–2022 | Campionato FIA Formula 2 (2020-2021) European Le Mans Series (2022)       | Williams (2020)                                                    |
| Logan Sargeant   | 2021-2022 | Campionato FIA Formula 3 (2021) Campionato FIA Formula 2 (2022)           | Williams (2023-2024)                                               |
| Roy Nissany      | 2020–2022 | Campionato FIA Formula 2 (2020-2022)                                      | n/a                                                                |
| Oliver Gray      | 2022–2023 | Campionato britannico di Formula 4 (2022) Campionato FIA Formula 3 (2023) | n/a                                                                |
| Jamie Chadwick   | 2019–2023 | W Series (2019) (2021) (2022) Indy NXT (2023)                             | n/a                                                                |
| Zak O'Sullivan   | 2022–2024 | Campionato FIA Formula 3 (2022-2023) Campionato FIA Formula 2 (2024)      | n/a                                                                |
| Franco Colapinto | 2023-2024 | Campionato FIA Formula 3 (2023) Campionato FIA Formula 2 (2024)           | Williams (2024)                                                    |

- Titoli di campionato vinti sono evidenziati in grassetto .